# Benjamin Van Tourhout
Benjamin Van Tourhout (1977) is een Belgisch acteur, toneelregisseur, toneelschrijver en onderzoeker.

## Biografie
Na het secundair onderwijs aan de Kunsthumaniora Brussel studeerde Van Tourhout muziektheaterregie aan het Conservatorium Den Haag en Dramatische Kunsten aan het Conservatorium Gent. Hij is onder andere bekend door zijn rol in de telenovela Sara waarin hij de "nerd" Arne D'Hauwe speelde. Verder was hij te zien in series als Flikken, Rupel, Aspe, Wolven, Binnenstebuiten, Tegen de sterren op en Fenix. 
Van Tourhout was jarenlang acteur bij Toneelgroep Ceremonia en speelde onder andere mee in Brand, Nachtelijk Symposium en Zijde Daar. In 2003 werd hij artistiek leider/regisseur van Toneelgroep NUNC, waar hij onder andere Raisonnez, Evariste, de Borgia Trilogie en Elk Alleen schreef en regisseerde.
Sinds 2005 is Van Tourhout docent Drama/Toneel, Creatief Schrijven en Geschiedenis en onderzoeker aan de LUCA School of Arts en de KU Leuven. In 2018 behaalde hij zijn doctoraat in de kunsten met de dissertatie Hybrid Heroes and Ambiguous Empathy.

## Theater
Tekst en regie door Van Tourhout (tenzij anders vermeld)
- Je suis une étoile (2003), gebaseerd op het leven van Maria Bashkirtseff[a]
- Triphonia (2004)[b]
- Raisonnez (2005), gebaseerd op het leven van Gilles de Rais[c]
- Zwerfkei (2006)[d]
- Het Geslacht Borgia I - Carnale (2008), gebaseerd op het leven van Rodrigo Borgia[e]
- Evariste (2008), gebaseerd op het leven van Évariste Galois[f]
- King Arthur (2008), een semiopera uit 1691 op muziek van Henry Purcell en op tekst van John Dryden (2008)[g]
- Twee Kweenen (2010), gebaseerd op het leven van Queen Elizabeth en Maria Stuart[h]
- Sterrebroer (2010)[i]
- Verder (2011)[j]
- IJzergordijn (2011)[k]
- Het Geslacht Borgia II - Fatale (2012), gebaseerd op het leven van Rodrigo Borgia[l]
- Het Geslacht Borgia III - Solo (2014), gebaseerd op het leven van Rodrigo Borgia
- Het Geslacht Borgia Trilogie (2014), gebaseerd op het leven van Rodrigo Borgia[m]
- Elk Alleen (2016)[n]

## Televisie
- Blinker - Peter (1999)
- Stille Waters - Fotograaf (2001)
- Flikken - Franky Lievens (2004)
- Rupel - Arne Cuyvers (2005)
- De Pietenbende van Sinterklaas - Zangpiet (2006)
- Sara - Arne D'Hauwe (2007-2008)
- David - Tom Leffebure (2010)
- Aspe - Joris Corneel (2010)
- Wolven - Andy Rieder (2013)
- Binnenstebuiten - Gert Vandeveire (2013)
- Tegen de Sterren op - Officier Maffay (2014)
- Dubbelspel - Tom Leffebure (2016)
- Fenix - Vlaamse journalist (2018)
- Chantal (2025) - Benoït Maes

## Scenarist
- Lisa (2021)
- Sara (2007-2008)
- David (2009-2010)